# Krystyna Karwicka-Rychlewicz

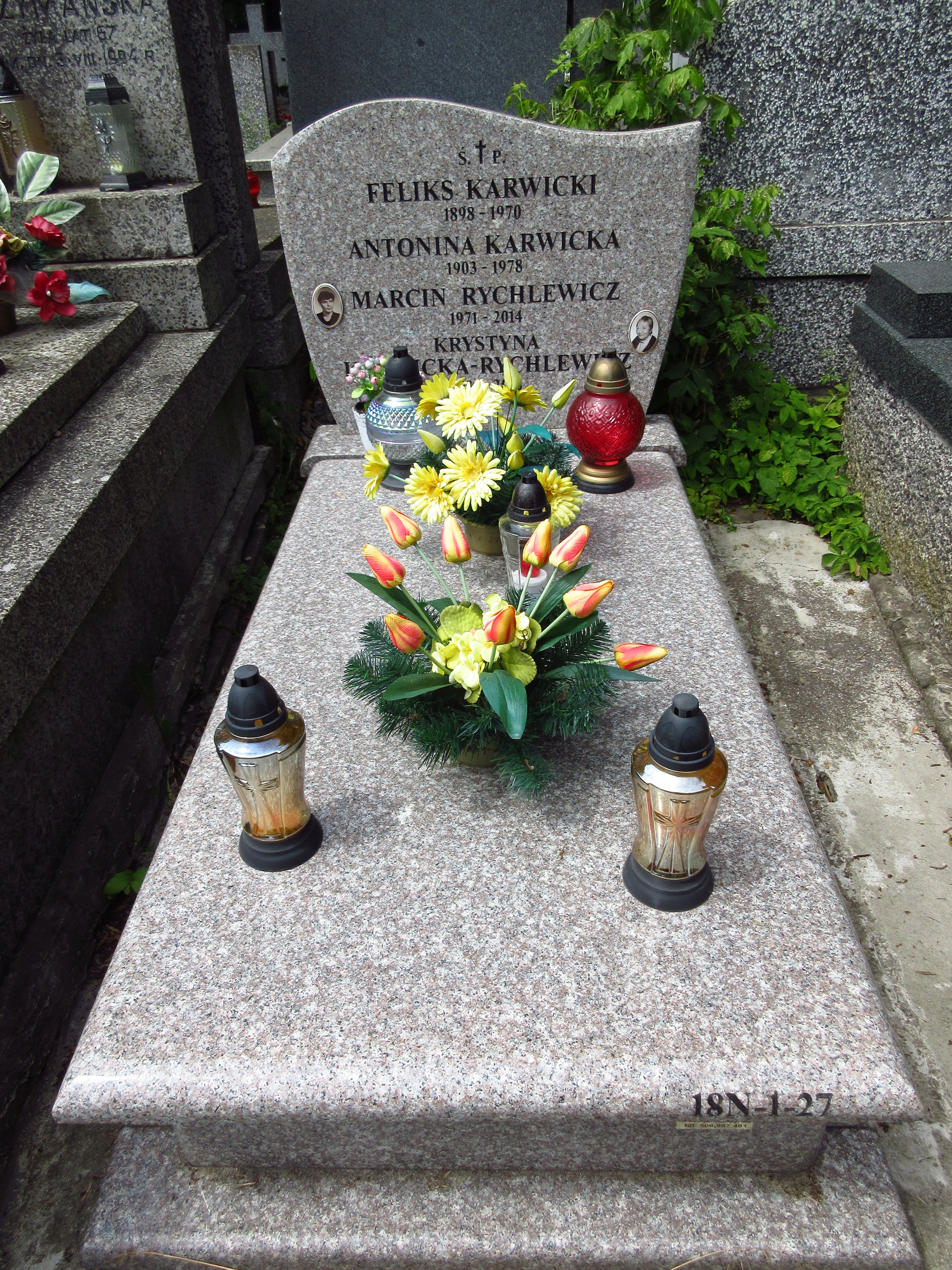
Grób Krystyny Karwickiej-Rychlewicz na cmentarzu Bródnowskim

Krystyna Karwicka-Rychlewicz (ur. 22 kwietnia 1934 w Warszawie, zm. 4 stycznia 2016 w Skolimowie) – dziennikarka, działaczka społeczna.
Ukończyła studia na Wydziale Dziennikarstwa Uniwersytetu Warszawskiego w 1958 roku. Po studiach przez rok pracowała w Teatrze im. Wojciecha Bogusławskiego w Kaliszu jako kierownik literackiego. W roku 1960 przeszła do Wydawnictwa Iskry. W latach 1960–1972 pracowała jako krytyk literacki, teatralny i filmowy, w ramach wolnego zawodu. Od 1972 r. związała się z prasą techniczną („Przegląd Techniczny”). W latach osiemdziesiątych, poza działalnością zawodową, zajmowała się pomocą dla dziennikarzy represjonowanych w stanie wojennym. Po roku 1991 pracowała w prasie informatycznej („Computerworld”, „Informatyka”, „Enter”, „MRK” i inne).
Po 2000, w dużej części w formie pracy społecznikowskiej, redagowała kilka portali informacyjnych, m.in. poświęconych zagadnieniom niepełnosprawności oraz aktywizacji zawodowej niepełnosprawnych. Organizowała wtedy wiele imprez charytatywnych na rzecz niepełnosprawnych. Znajdowała wówczas również czas na dorywcze doradzanie firmom związanym z informatyką. Autorka i współautorka setek artykułów i analiz, a także kilku książek. Najpopularniejsza z nich to napisana z Andrzejem Ochremiakiem o przeciwdziałaniu narkomanii (My, rodzice dzieci z Dworca Centralnego).
Członkini Oddziału Warszawskiego Stowarzyszenia Dziennikarzy Polskich, bardzo zaangażowana w jego działalność. Była opiekunką niepełnosprawnych informatyków i matematyków, uhonorowana wieloma nagrodami, w tym w 2001 roku nagrodę Stowarzyszenia Dziennikarzy Polskich za gazetę internetową „Kurier IDN” (prowadzoną w portalu Internet Dla Niepełnosprawnych), której była redaktorem naczelnym.
Pochowana na cmentarzu Bródnowskim w Warszawie, w grobie rodzinnym (kwatera 18N-1-27).